# One of Us Is Lying
One of Us Is Lying é um romance de mistério/suspense young adult da autora norte-americana Karen M. McManus. O livro é seu romance de estreia, publicado originalmente nos EUA pela Delacorte Press, um selo da Penguin Random House, em 30 de maio de 2017. A obra tem como foco o público jovem e apareceu na lista de best-sellers do The New York Times por 166 semanas. A história segue quatro protagonistas: Bronwyn, Addy, Nate e Cooper, todos adolescentes e alunos do ensino médio no Colégio Bayview, cada um tem algo a esconder. Após entrarem em detenção com Simon e ele morrer, duas investigações começam: Uma realizada pela polícia, e outra realizada pelos estudantes.
O livro usa multiperspectividade para mostrar os pontos de vista de todos os quatro alunos suspeitos.
Uma sequência, One of Us Is Next, foi publicada em 7 de janeiro de 2020. Uma adaptação em forma de série de televisão estreou em 7 de outubro de 2021, na Netflix.

## Personagens

### Personagens principais
- Bronwyn Rojas: Uma dos quatro personagens principais; ela é o 'cérebro'. É uma superdotada e tem esperança em um dia entrar em Yale. Ela vem de uma família abastada que também são graduados na Ivy League. Ela é membro, e muitas vezes fundadora, de vários clubes pós-escolares. Ela tem um bom relacionamento com sua irmã mais nova, Maeve, e é protetora com ela. Seu principal segredo é que ela colou em seu teste de química para manter seu status de notas altas, que ela teme que afetará seus sonhos de faculdade. Mais tarde, é revelado que ela deixou uma mensagem ameaçadora para Simon depois que ele postou uma publicação no "About That" sobre sua irmã.
- Nathaniel "Nate" Macauley: Um dos quatro personagens principais; ele é o 'criminoso'. É um típico bad boy que está em liberdade condicional por vender drogas. Ele vive com seu pai alcoólatra depois que sua mãe bipolar e viciada em drogas partiu e supostamente morreu há vários anos. Sua principal fonte de renda é de um subsídio de invalidez após o acidente de trabalho de seu pai e é a razão pela qual Nate vende drogas. Seu principal segredo é que ele continua vendendo drogas. Também é revelado mais tarde que sua mãe ainda está viva. Nate tem um lagarto chamado Stan.
- Adelaide "Addy" Prentiss: Uma dos quatro personagens principais; ela é a 'princesa'. É uma das alunas populares da escola. Ela está apaixonada por seu namorado, Jake, mas seu segredo é que ela o traiu com TJ, outro garoto dentro de seu grupo de amizade. Ela finalmente confessa a Jake, que termina com ela. Ela é consolada por sua irmã mais velha, Ashton, que a ajuda com o rompimento e com sua autodescoberta.
- Cooper Clay: Um dos quatro personagens principais; ele é o 'atleta'. Ele é um promissor astro do beisebol que é acusado de uso de esteróides pela publicação de Simon. Mais tarde, é revelado que a publicação original foi editadoa e seu segredo removido, mas eventualmente vem à tona que ele é gay.

### Outros personagens
- Simon Kelleher: Autoproclamado narrador onisciente e criador do About That, o aplicativo de fofocas que gira em torno dos alunos da fictícia escola secundária americana Colégio Bayview. Ele é conhecido por sofrer de depressão. Sua morte atua como um catalisador para os eventos da história, e os rumores e segredos contados em seu aplicativo são o que implica os outros detidos como suspeitos de seu assassinato.
- Maeve Rojas: Irmã mais nova de Bronwyn. Ela é intelectual e assume um papel proativo ao lado de Bronwyn na tentativa de resolver o assassinato. Ela também foi destaque em uma publicação de Simon. Ela sofria de leucemia aos sete anos de idade.
- Jake Riordan: Namorado de Addy e velho amigo de Simon. Ele tem uma natureza controladora, e quando o segredo de Addy vem à tona, ele termina com ela.
- Ashton Prentiss: Irmã mais velha de Addy. Ela tem um relacionamento difícil com o marido Charlie, então passa muito tempo na casa da família. Ela não gosta de Jake e da maneira como ele trata Addy.
- Janae Vargas: A melhor amiga de Simon. Ela desempenha um papel crucial no clímax, onde ela se torna amiga de Addy. Ela é muito insegura.
- Eli Kleinfelter: Advogado que trabalha para o grupo jurídico pro bono Until Proven. Bronwyn o procura para defender Nate porque ele não tem advogado.
- Kris: O namorado secreto de Cooper. Ele ajuda a decodificar o mistério.
- TJ: Um estudante do Colégio Bayview, com quem Addy traiu Jake.
- Mikhail Powers: Um repórter que se interessa pelo caso de Simon.
- Sr. Avery: Um professor rigoroso no Colégio Bayview.
- Vanessa: A inimiga de Addy que zomba dela implacavelmente depois que seu segredo é revelado.
- Luis Santos: O melhor amigo de Cooper e uma das únicas pessoas a ficar ao seu lado depois que seu segredo é revelado.
- Ellen Macauley: Mãe de Nate, uma viciada bipolar que o abandonou.
- Keely: Ex-namorada de Cooper, de quem ele fingia gostar para não ser descoberto por ser gay.
- Evan: Ex-namorado de Bronwyn depois que Nate achou que eles não eram compatíveis.
- Amber: Um flerte de Nate antes de conhecer Bronwyn.

## Recepção
A recepção de One of Us Is Lying tem sido principalmente positiva, recebendo vários prêmios e indicações, principalmente na categoria Young Adult. A revisora Mary Cosola da Common Sense Media comenta que o enredo "levanta muitas questões éticas" e "fornece bons tópicos de discussão", recebendo uma classificação geral de quatro estrelas, com uma classificação etária de 14+. Nivea Serrão, da Entertainment Weekly, elogia a autora pelas nuances dos personagens e seu desenvolvimento, e por desafiar os estereótipos iniciais, mas observa que a lenta revelação dos segredos deixa o leitor com menos tempo para se envolver com os personagens mais desenvolvidos do final. A Kirkus Reviews reconhece as "percepções sobre as lutas diárias dos adolescentes" e as "oportunidades de autorreflexão" para os leitores mais jovens, também classificando o livro para leitores entre 14 e 18 anos, mas critica o uso da forma da linguagem e do enredo da autora, que eles sugerem estar à "beira do clichê". Também menciona como, embora Bronwyn, Maeve e o lado paterno da família sejam colombianos, o elenco é predominantemente branco.
One of Us Is Lying foi descrito em várias ocasiões como um encontro entre The Breakfast Club e Pretty Little Liars.

## Sequência
Uma sequência, One of Us Is Next, foi publicada pela Delacorte Press em 7 de janeiro de 2020. Situado 18 meses depois, o romance segue os moradores de Bayview quando alguém começa a jogar um jogo sinistro de verdade ou desafio.

## Adaptação televisiva
Uma série de televisão baseada no romance estava originalmente em desenvolvimento da E! em setembro de 2017. No entanto, o projeto foi transferido para a NBCUniversal, que fez um pedido piloto em agosto de 2019 para a Peacock. Depois que o piloto foi filmado em novembro de 2019, o projeto recebeu um pedido de série em agosto de 2020 para um total de oito episódios. Os sete episódios restantes foram filmados na Nova Zelândia. A série estreou em 7 de outubro de 2021. A segunda temporada da série estreou em 20 de outubro de 2022. A série fez sua estreia linear no E!, a rede para a qual foi originalmente lançada, em 22 de outubro de 2022.